# Dibble Peak
Der Dibble Peak ist ein 1100 m hoher Berggipfel auf der antarktischen Ross-Insel. Er ragt 3,7 km südwestlich des Post Office Hill als höchste und südwestlichste Erhebung des Warren Ridge in den Kyle Hills auf.
Das Advisory Committee on Antarctic Names benannte ihn im Jahr 2000 auf Vorschlag des neuseeländischen Geochemikers Philip Raymond Kyle. Namensgeber ist der Geophysiker Raymond Russel Dibble von der Victoria University of Wellington, der zwischen 1980 und 1985 in fünf Kampagnen die vulkanische und seismische Aktivität des Mount Erebus auf der Ross-Insel untersucht hatte sowie dort zwischen 1993 und 1998 in vier Kampagnen des United States Antarctic Program gemeinsam mit Kyle an der Errichtung seismischer Messstationen beteiligt war.